# N’zeto
N'zeto – miasto w północno-zachodniej Angoli, w prowincji Zair. Liczy ok. 21 tys. mieszkańców. Przemysł spożywczy, ośrodek handlowy.